# 荒川橋
荒川橋（あらかわはし、あらかわばし）は埼玉県秩父市荒川日野と同市荒川小野原の間に架かり、荒川を渡る国道140号の密接する2本の橋梁。上り線（熊谷方面）が1929年（昭和4年）竣工の2代目の旧橋、下り線（甲府方面）が1986年（昭和61年）竣工の3代目の新橋である。

## 概要
荒川河口から134.1 kmの地点に位置する、奥秩父の主要な交通路となっている橋である。荒川の湾曲部に所在する上り方向専用の橋、および下り方向専用の橋の2橋で構成されており、橋詰で車道の上下線が分離し、それぞれの橋に1車線の一方通行として接続されている。なお橋の所在地は埼玉県秩父市荒川小野原である。
現在の橋は、上り線が旧橋の鋼上路ブレースト・リブ・バランスド・アーチ橋（鋼上路バランスド・ブレースド・リブ・アーチ橋とも呼ぶ）で、下り線は新橋の鋼上路トラスドアーチ橋となっている。この鋼上路ブレースト・リブ・バランスド・アーチ橋という橋梁形式は全国で2例しかなく、もう一つは栃木県那須塩原市の那珂川に架かる晩翠橋である。なお、晩翠橋は2002年に土木学会選奨土木遺産に認定されている。また、鋼上路トラスドアーチ橋は上路式のスパンドレルブレースドアーチ橋によく似た外見をしている。双方の橋とも橋梁を支える拱台が両岸の岩盤に固定されている直接基礎で、橋脚は立てられていない。親柱（灯柱）は旧橋竣工当時のものが4か所とも橋名板とともに現存している。また、旧橋の欄干や親柱の照明灯や道路照明灯は竣工当時のものではなく後年交換されたものである。歩道は旧橋は川下側、新橋は川上側にそれぞれ設けられている。双方の橋とも橋面は縦に弓なりに反った緩やかな縦断曲線を描いている。
橋の管理者は国道の橋であるが埼玉県である。国道140号は国道と称しているが直轄国道ではなく補助国道であり、全区間県管理である。また、埼玉県の第一次緊急輸送道路に指定されている。
橋を通過する車両は砂利等を積載したトラックの往来が目立つ。また、西武観光バスの西武秩父駅と三峯神社とを結ぶ路線バス「三峯神社線」の走行経路ともなっている。本橋梁の旧橋は土木学会による「近代土木遺産2800選Bランク（県指定文化財クラス）」および「鉄の橋100選」にも選出されている。旧橋は県内で数少ない歴史的近代橋梁として注目すべきとされている。

## 歴史

### 建設までの経緯

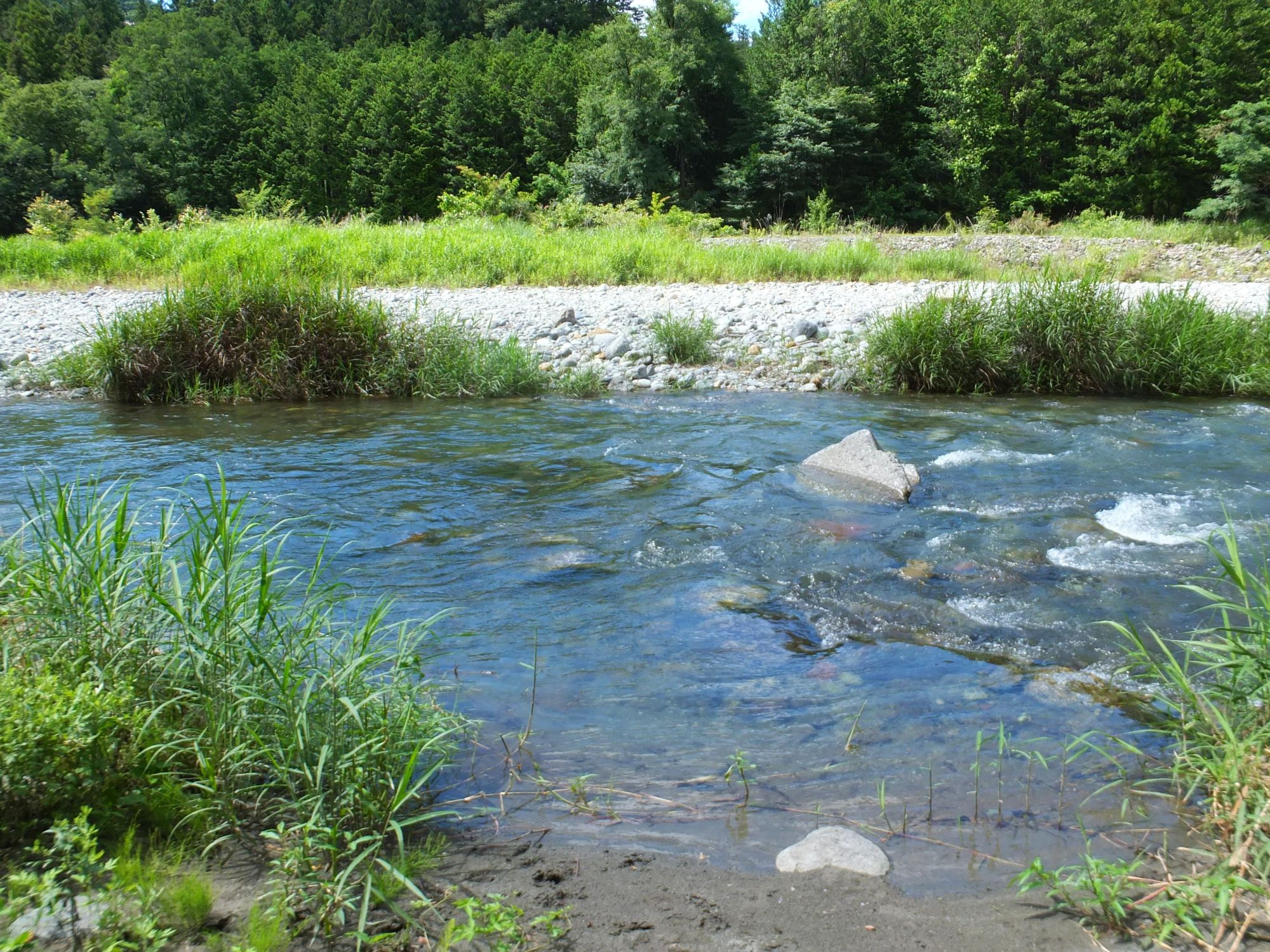
栃の木坂の渡し付近の荒川

荒川橋が開通する以前は付近に渡しは無く、秩父甲州往還道は荒川の右岸沿いである白久を通り現在の「白川橋」の下流側の、この付近では谷が開けた場所に存在した「栃の木坂の渡し」と呼ばれた（「八幡坂の渡し」や「川端の渡し」とも呼ばれた）荒川最上流の船二艘を有する私設の渡し場で左岸側の贄川宿へ渡り、甲府方面に至っていた。この「栃の木坂の渡し」がいつから存在したかは定かではないが、1755年（宝暦5年）にはすでに渡船が行われたと言われている。渡船料は地元住民に対しては無料であったが、年間一定量の農作物を納めていた。冬場の荒川減水期には白久と贄川の住民により仮橋が架けられていた。なお、この渡し場は1929年（昭和4年）に上流側に白川橋が完成した事により廃止された。
1889年（明治22年）埼玉県議会は大宮町（現秩父市）から大滝村までの道路改築案を議決した。これは従来の荒川右岸沿いの日野地区（旧日野村）より白久地区（旧白久村）経由だったのを、大橋を架橋して日野地区から荒川左岸沿いの小野原地区（旧小野原村）・贄川地区（旧贄川村）経由で新道を建設して経路を変更するというものであった（旧自治体はいずれも明治の大合併により消滅）。この場所を橋の建設位置に選んだのは、地勢上この周辺の荒川では最も川幅が狭かったからである。
当初の道路改築案は従来通りの日野から白久経由の計画だったが白久の否決に会い、これによって日野・小野原・贄川経由に転換となったものである。記録によると白久の少数の反対者が目前の利に走り、その弁舌にとらわれて道路改築を否決したと記されている。しかし後になって事の重大さを認識した白久は、県議会や秩父郡長に対し新道を白久へ引き直す提言を繰り返したが受け入れられず、大橋を架橋して小野原から贄川を通る経路が確定することとなった。
なお旧経路は現在も武州日野駅から白久駅方面にかけて秩父鉄道とほぼ並行する道路として概ね存続している。当時秩父鉄道はまだ開通しておらず、その開通は1930年（昭和5年）3月15日まで待たねばならなかった。なお路線は旧経路に沿って敷設され、そこに白久駅と三峰口駅が設けられた。白久は道路とは対照的に積極的な誘致活動を行ない、上流側にある白川橋や平和橋はその一環として架けられたものである。

### 1898年の橋

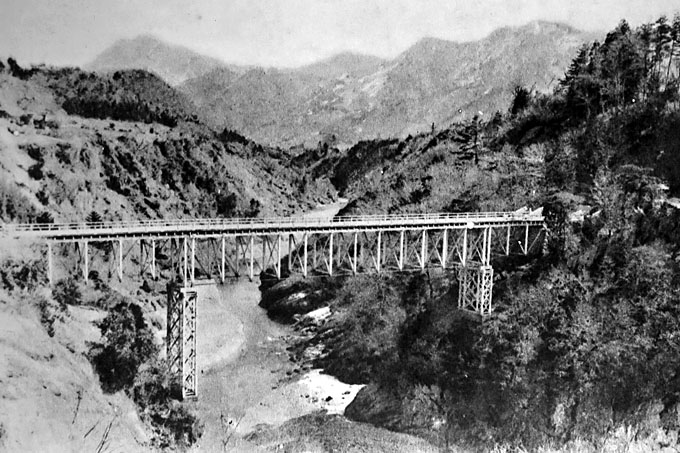
初代荒川橋

初代荒川橋は、旧中川村を流れる荒川の、現在の荒川橋の下流側の川幅が最も狭くなっている地点に、「県道秩父甲府線」の橋梁として架けられていた。
大滝村、白川村、中川村の三村協議により「大宮大滝間道路組合」を発足して新道建設の企画を立て、埼玉県の援助のもと1890年（明治23年）6月に荒川に木橋を架設する工事に着手した。荒川を越える大橋の完成なくては新道建設の意味がなく、その完成は新道の開通において大きな課題であった。工事は当時はまだ架橋技術が未発達で、荒川の川幅が狭隘な場所であるがゆえの急峻な地形も相まって失敗苦難の連続であった。1892年（明治25年）9月、完成半ばまで工事が進捗した橋が、暴風雨に見舞われて足場と共に流失してしまった。工事は振り出しに戻ってしまったが、道路組合関係者は屈することなく再び架設工事に着手した。しかし1896年（明治29年）1月、二度目の工事が竣工目前までこぎつけた橋が突然、今度は突風に見舞われて橋が谷底に墜落し、架橋工事に従事していた作業員が多数死傷する惨事となるなど架橋工事は難航を極めることとなり、道路組合関係者による架橋工事は挫折した。そこで県はその完成を急ぐため、1897年（明治30年）に新道開通を待たずにこの計画道路を「大宮大滝道」として仮定県道に編入し、当時としては新式である構橋（トラス橋）を導入して県主導のもと工事を再開し、1898年（明治31年）、現在の荒川橋の約100 m下流側の位置に橋長78 m、幅員3.6 m、高さ33.3 m（11丈）の初代秩父橋や親鼻橋に似た上路式の木鉄混合プラットトラス橋で架橋が実現し、新道は開通した。これにより渡船に依存していた奥秩父の交通は近代化を遂げ、面目を一新した。また、この橋の開通の影響で交通の流れが変わり、贄川を始めとした新道の沿線は日を追って活況を呈するようになり、其れとは対照的に従来の街道筋である白久の衰退が目立つようになり、宿屋や店が次々と廃業に追い込まれるなど、困窮な事態に陥ってしまった。この橋は十数回の補修を行いながら新しい橋が架けられるまでの約30年間使い続け、2代目である旧荒川橋の開通後に役目を終えて廃止となり撤去された。橋の遺構や痕跡は残されていない。

### 1929年の橋

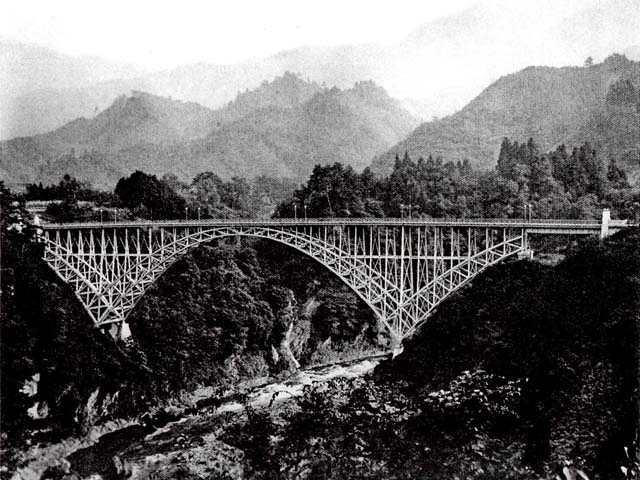
2代目荒川橋

1924年（大正13年）初代の橋の老朽化が進み、交通量の増加への対応や、通過する車両の性能向上に対し安全を期し難くなったことから改築計画を立案し、翌年の1925年（大正14年）11月の通常県会において満場一致の協賛を得て4ヶ年継続事業として施行することとなり、工費20万3000円を投じて1928年（昭和3年）2月23日に橋の設計を開始し、1928年（昭和3年）8月9日工事に着手した。設計者は増田淳、施工は日本橋梁。事業主体は埼玉県である。架設地点は人を寄せ付けない切り立った渓谷地形で作業スペースが充分でなく、橋梁を構築することの困難さから当時の技術を結集し、アーチリブにおいて強度を増すための斜材を用いて組まれたトラス構造を持つ鋼上路ブレースト・リブ・バランスド・アーチ橋という、日本ではまだ前例のない新形式で架設された。橋の寸法に端数が見られるのは、設計や測量にメートル法ではなくヤード・ポンド法を用いていたからである。コンクリートの骨材は架橋場所周辺に存在した川砂利から調達した。使用したセメントは地場産の秩父セメント（現、太平洋セメント）である。これらにより工事費を比較的安価にすることが出来た。吊橋の架橋も検討されたが現地調査の結果、施工の難易度や費用の問題から断念された。
橋の施工は木製デリックやケーブルが用いられた。また、付帯工事として総延長1017メートル、幅員6.5メートル、最急勾配1/30（約3.3パーセント）、最小曲線半径80メートルの取り付け道路も合わせて整備された。
なお、増田淳は設計終了後も現場の状況変化に応じて設計修正を行い、施工時の吊り重量計算や、反力の算出などを現場対応した他、施工管理へも関与していた。

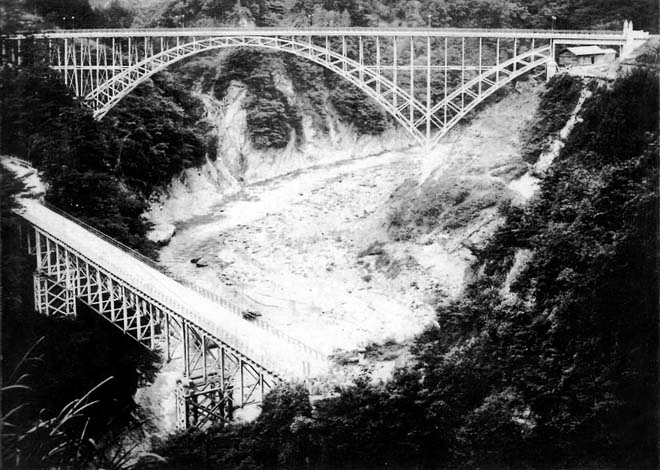
初代（手前）と2代目荒川橋。

橋は1929年（昭和4年）5月20日竣工した。目が眩むような高所での危険な作業の中、終始天候に恵まれたとはいえ、1人も死傷者を出さず、施工機械がまだ未発達だった時代において工事着手から竣工まで約10か月弱という日数は、当時としては驚異的な工期の短さだった。橋長156.15 m、総幅員6.1 m（有効幅員5.5 m）。最大支間長は85.496 mで、支間割りは27.204 m、85.496 m、27.204 mの三等橋である。床版は鉄筋コンクリート製で、その厚さは6.25吋（約158.75 ㎜）である。路面は厚さ1.5吋（38.1 ㎜）のアスファルト・ブロック舗装である。荒川の河底から橋面までの高さは53.2 mもあり、架設当時として荒川に架かる最も高い橋であった。
また、架橋場所が左岸側が斜面の傾斜が右岸側より緩慢な地形であることから、左岸側には橋脚を立てて15.545 mの上路式単純プレートガーダー橋を別途配置して延長している。これによりアーチ全体のスパン割を対称にできたのだが、景観の面では残念であったと設計者の増田淳は述べている。
この橋の開通によって「S」の字状にカーブしていた取り付け道路が、現在に近いに直線的な線形に改修されたことで車両の流れがよくなり、交通上の利便性の向上が図られたのはもちろん、景観的にも奥秩父の風景により一層風情を醸すものになった。また、竣工当時は山中に突如として現れた幾何学的な造形の橋に村人の誰もが驚き、橋の開通式は花火を打ち上げてそれを祝った。
この橋が架設された後の1932年（昭和7年）当時の県道の交通状況は自転車と徒歩の利用が多く、また定期乗合自動車（路線バス）が秩父・大滝間で1日4往復運行され、林産物を運搬する貨物自動車の利用が増加した。橋付近に所在する中川尋常高等小学校（現秩父市立荒川東小学校）前の県道において、1932年8月27日の交通状況の調査によると、自転車が非常に多く1日の合計が506台を数え、他は徒歩が285人、荷車が29台、荷馬車が14台、自動車が15台、貨物自動車が25台で交通量は冬季より夏季の方が多かった。なお遠隔地への貨物の大量輸送は鉄道に依存することが多かった。その後、親柱の頂部にある照明灯は戦時中の金属類回収令により供出されている。
竣工当時は中川村に架かる橋であったが1943年（昭和18年）2月11日の合併により所在地が荒川村となった後、2005年（平成17年）4月1日の合併（平成の大合併）により秩父市となった。また1953年（昭和28年）5月18日、県道が「二級国道甲府熊谷線」となり国道の橋に昇格、1965年（昭和40年）に道路法改正に伴い、現在の一般国道140号として指定施行されている。
1966年（昭和41年）11月1日から1967年（昭和42年）1月27日午前零時にかけて橋を全面通行止めにして橋の補強工事を行なわれた。これにより重量制限が8トンから20トン（T-20相当）に緩和された。
建設後90年以上経過しているが、上流側に新橋が開通した現在においても立派に機能している。安全面においても特に問題なく、今日もほぼ竣工当時の姿のまま実用に供され続けている。

### 1986年の橋

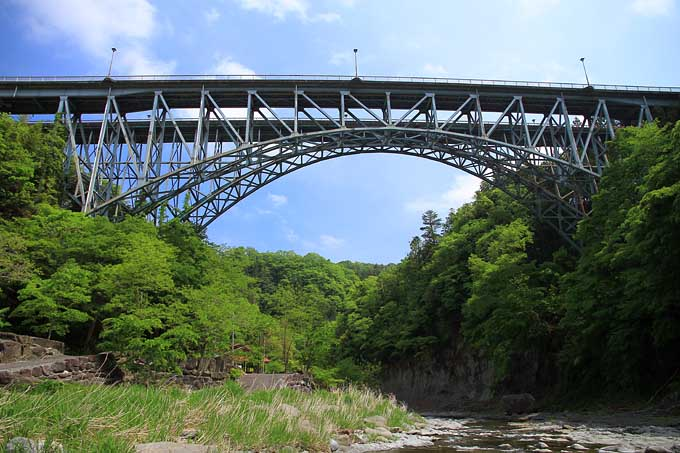
2代目（奥）と3代目荒川橋。

旧橋は幅員が狭いため大型車同士の橋上での行き違いが不可能で、モータリゼーションの進展により自動車交通が増加し、橋を通学路としている児童の鞄などに車両が接触するなど橋を通行する歩行者が危険に晒されるようになったため、村は県に橋の拡幅もしくは歩道橋の新設の請願や陳情を繰り返した。1975年（昭和50年）の1日当たりの通行量は5000-10000台にも上っていた。その結果県は交通量のさらなる増加と車両の大型化に対処するため、総工費5億6000万円を投じて今までの橋のすぐ上流側に併行して下り線専用の新橋が、旧橋に似たプラットトラス構造を持つ鋼上路トラスドアーチ橋の1等橋（TL-20）として架橋することとなった。
橋は1977年（昭和52年）より測量や設計、および用地買収に着手され、1984年（昭和59年）夏より橋の施工が開始された。
施工は日本橋梁、および三菱重工業（現、三菱重工鉄構エンジニアリング）が行い、深い谷でベント（仮受け台）の設置が困難な場所なため、架設工法としてケーブルクレーンによる斜吊り工法（ケーブルエレクション斜吊り工法とも呼ぶ）が用いられた。橋長149.200 m、総幅員6.500 m、有効幅員5.250 m（車道3.750 m、歩道1.500 m）。最大支間長は99.000 mで、支間割は21.700 m、99.000 m、21.700 mである。なお左岸側でコンクリート橋に接続され、その橋を含めた総延長は159.6 mと旧橋とほぼ同じ長さとなる。ただし、径間長やアーチライズ比が旧橋と異なるため、景観美が損なわれてしまった。
1986年（昭和61年）2月15日午前11時より橋の閉合式が開催され、荒川村長をはじめ地元および工事関係者が出席した。式典では神事のあと、関係者が見守る中ケーブルクレーンで搬送された7.5メートル重さ3.7トンの桁が両岸より伸びる橋桁の隙間に降下させた後結合して、橋が一本に繋がった。役目を終えたケーブルクレーンなどの仮設工は解体撤去され、床版コンクリート打設や橋桁塗装などの工事が行なわれ、橋は1986年（昭和61年）8月完成し、同年9月3日開通した。開通式は午前11時より新橋袂の特設テントにて挙行され、地元選出の代議士や県会議員が来賓として招かれた。式典は祝辞の後、荒川村長らによるテープカットが執り行われ、この後に渡り初めを行う予定だったが、台風崩れの低気圧による大雨のため渡り初めは中止され、二組の三世代家族によるくす玉開披に変更となった。橋は同日15時から一般供用が開始された。
新橋の開通後は旧橋は上り線専用の一方通行の橋として使用が継続されるため、旧橋を一時的に通行止めにして歩道を設置する工事を行ない、川下側に歩道が新設された。また、欄干を高くする工事や橋の塗装なども合わせて行われた。工事の間は新橋で信号による片側交互通行が実施された。
また、新橋の完成に合わせて上流側に取り付け道路が新設され、上下線を分離してそれぞれの橋に一方通行で接続する様、取り付け道路が改修された。
旧橋にあった親柱（灯柱）は、新橋建設に合わせて川上側の2本が新橋の川上側に移設されている。
開通当初は荒川村に架かる橋であったが、2005年（平成17年）4月1日の合併（平成の大合併）により荒川村は秩父市に編入された。

## 周辺

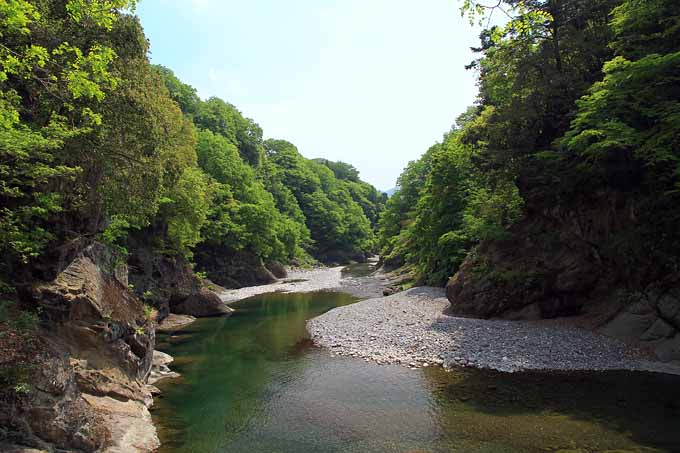
橋周辺を流れる荒川

橋付近の荒川はスプーンで抉ったような切り立った深い谷間を形成している。荒川の河道付近以外は標高差の大きい河岸段丘の比較的平坦な段丘面となっていてそこに集落等の生活圏がある。谷底河原は民有地となっていてキャンプ場等のレジャー施設として利用されている。また、橋の周辺は県立武甲自然公園の区域でもある。
- 道の駅あらかわ
- 秩父市山里自然館（旧、埼玉県あらかわビジターセンター）
- 武州日野駅
- 埼玉県道43号皆野荒川線
- 鈴加園
- 将門の滝 - 橋のすぐ真下にある。
- 将門の滝オートキャンプ場
- 小野原稲荷神社
- 奥秩父美術館
- キングダムゴルフクラブ

## その他
- 荒川橋は過去にも投身自殺が相次いでいて1955年の統計では37人目を数え[54]、その後も後を絶たなかった[55]。秩父市は橋からの投身自殺が多く[56]、このような背景から市は荒川橋など主要な橋の高欄などに橋からの投身自殺を防ぐ目的で「自殺予防標語入り看板」を設置し、その成果を上げている[57]。
- 荒川橋は埼玉県のぐるっと埼玉サイクルネットワーク構想に基づき策定された「自転車みどころスポットを巡るルート」の「秩父4ダムを回るルート」や「ちちぶ歴史街道ミューズパーク正丸峠ルート」の経路に指定されている[58]。

## 風景

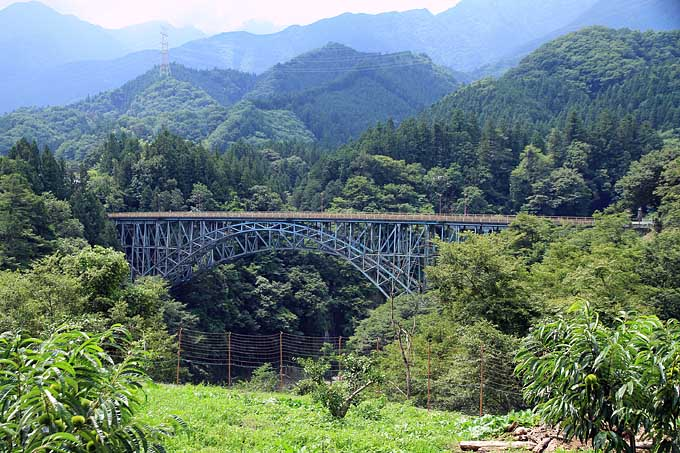
左岸下流側より望む荒川橋。
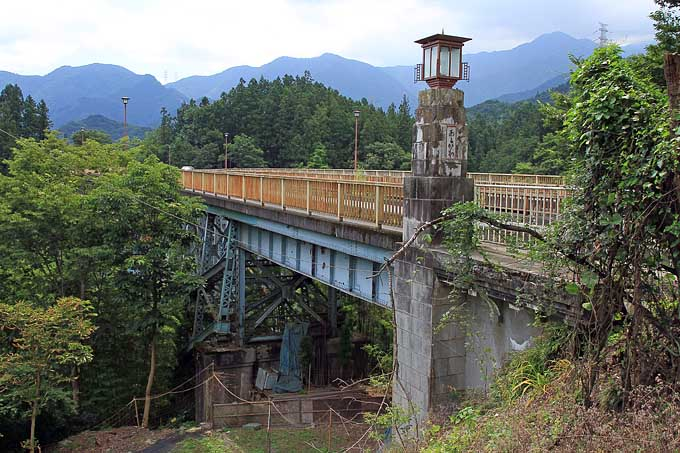
2代目の橋の延長部分に架かるプレートガーダー橋。
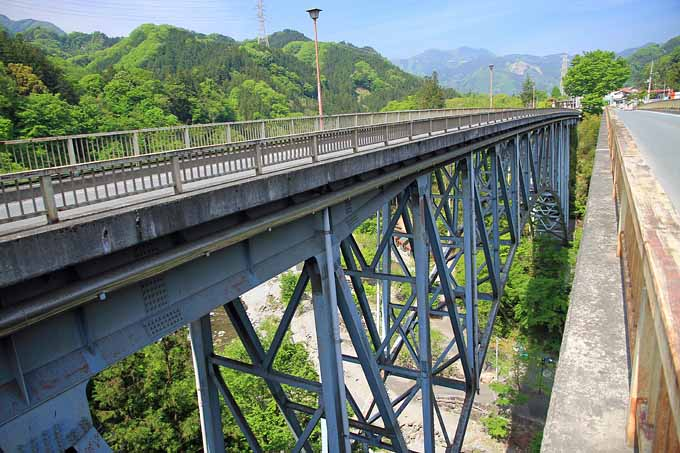
上り線の橋より3代目の橋を望む。
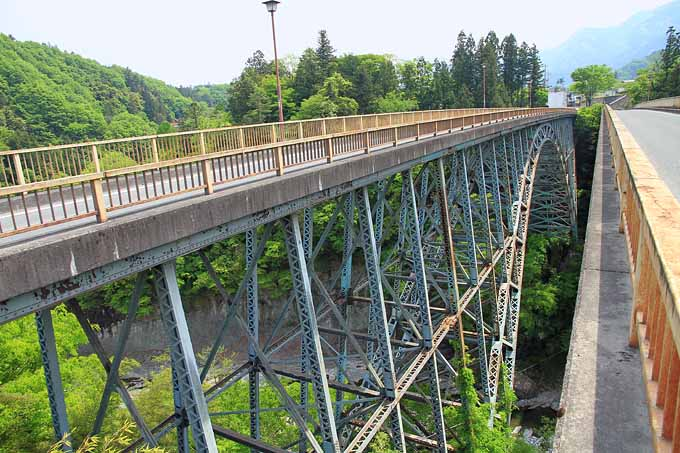
下り線の橋より2代目の橋を望む。
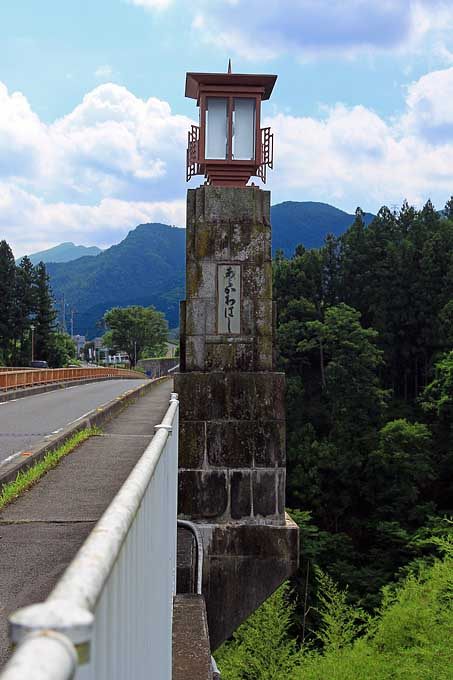
甲府方、上流側に設置されている親柱。
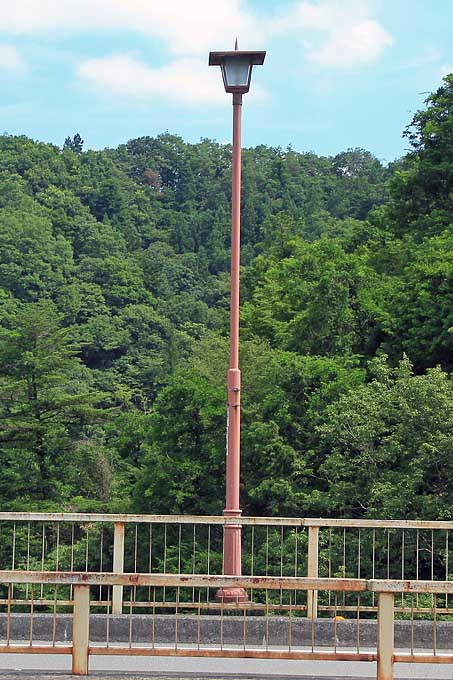
2代目の橋に設置されている道路照明灯。竣工当時の物とは異なる。
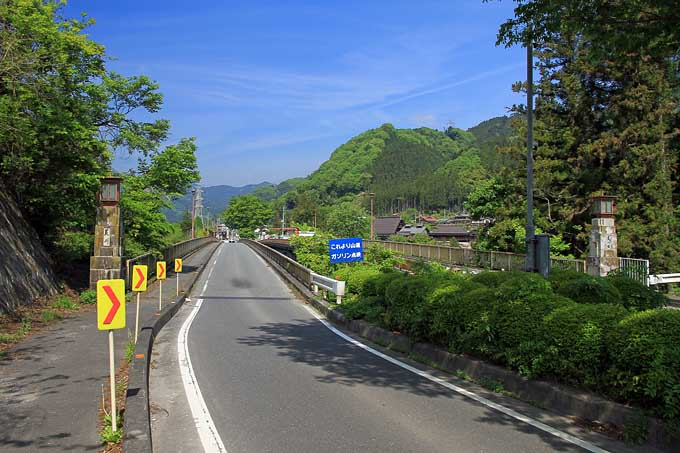
右岸側橋詰より甲府方面を望む。
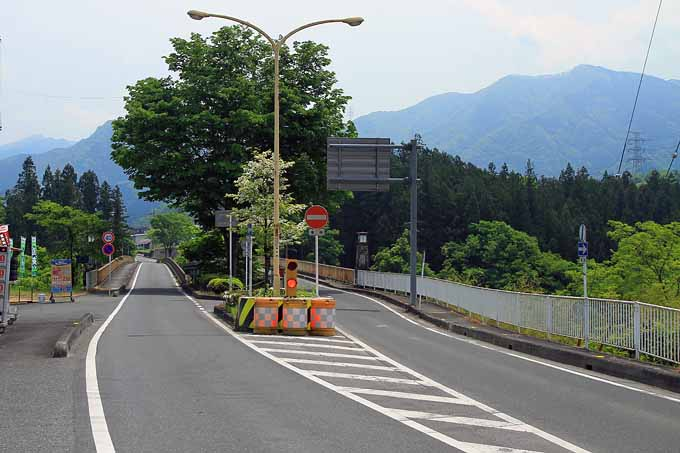
左岸側橋詰より熊谷方面を望む。
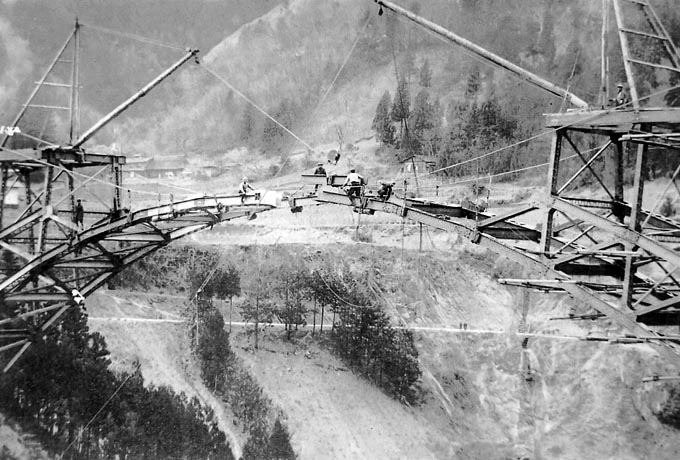
施工中の2代目荒川橋。左右に横切る道は初代荒川橋へと続く取り付け道路。
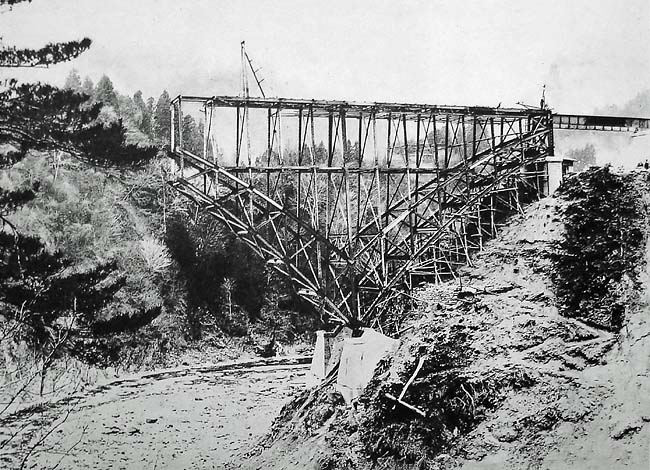
2代目荒川橋の架設工事。
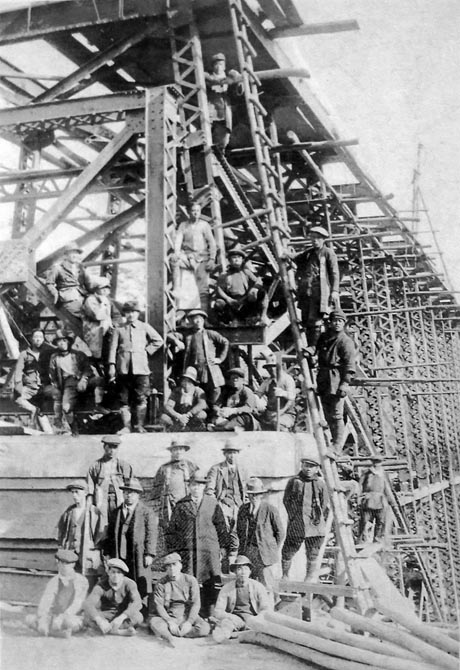
2代目荒川橋の架設工事。

## 隣の橋
- 荒川

（上流） - 白川橋 - 平和橋 - 荒川橋 - 日野鷺橋 - 久那橋 - （下流）